# Vestio Alonieco
Vestio Alonieco era uno de los dioses galaicos, vinculado a la tradición celta centroeuropea y comparado con el dios Cernunnos por su representación antropomorfa, con corona y cuernos, como muestra un relieve encontrado en Lourizán cerca de dos altares dedicados a esta deidad.

## Etimología
Según André Pena Graña, el nombre de Vestio proviene de la raíz indoeuropea *Uest-io posiblemente "anfitrión, proveedor de alojamiento", al igual que *gwest más el sufijo latino -ius; se puede comparar al latín hostpit-, de hosti-pot(i)s, *protector de extranjeros, hospes, "anfitrión, invitado, extranjero", y similar al inglés antiguo giest ; al gast gótico y holandés; al antiguo gost eslavo y al antiguo frisón jest, [jesthus, hoy gasthuis, "hospital"]. Según el mismo autor, Alon-ieco proviene posiblemente de *al, *h₂el-, del concepto indoeuropeo "alimentar, engordar, nutrir". Al-an* "nutrir, crecer"; gót. al-jan* (1) 3, sw. V. (1), "engordar" W. : germ. *Alan, St. V., st. V., nähren "nutrir", Pk 26; ae. al-an, st. V. (6), nähren, hervorbringen; "nutrir, abastecer"] las almas.

## Epigrafía
Las inscripciones dedicadas al dios Vestio Alonieco fueron descubiertas en la parroquia pontevedresa de Lourizán, en forma de tres altares votivos. Los altares fueron descubiertos empotrados en un muro, y estaban decorados con esvásticas, una con un epígrafe, y las otras dos consagradas a Deo Vestio Alonieco.

## Descripción
El dios aparece como un humano con cuernos y un mentón alargado. Tiene los brazos cruzados y terminan en manos ampliamente abiertas. Cuevillas fue el primero en relacionarlo con el dios irlandés Lugh y su epíteto "lamfada" (el de la mano larga) que junto con dos esvásticas grabadas en sus altares vienen a confirmar las características solares de esta deidad, ya que ambos registros iconográficos (manos largas y esvásticas) suelen aparecer asociados en otros paralelos europeos que tienen el mismo significado solar que comparte con Lugh y Cernunnos, también dioses celtas solares y astados.

### Otros artículos
- Cernunnos

- Datos: Q12401805